# Olympische Sommerspiele 1988/Leichtathletik – Speerwurf (Männer)

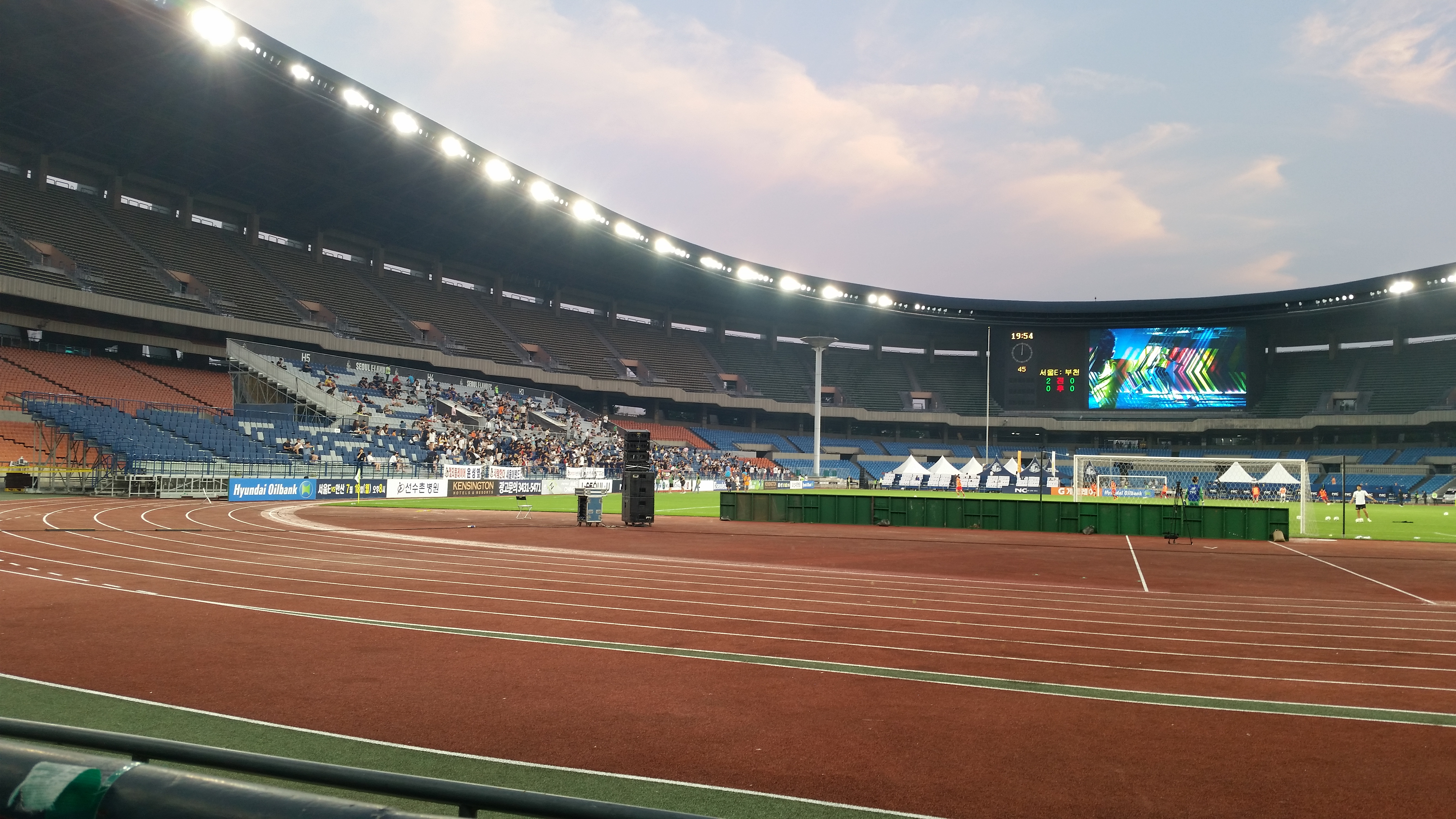
Innenraum des Olympiastadions im Jahr 2016

Der Speerwurf der Männer bei den Olympischen Spielen 1988 in Seoul wurde am 24. und 25. September 1988 in zwei Runden im Olympiastadion Seoul ausgetragen. 38 Athleten nahmen teil.
Erstmals wurde bei diesen Olympischen Spielen ein 1986 modifizierter Speer mit einem nach vorne verlagerten Schwerpunkt eingesetzt. Die beiden Hauptgründe dafür lagen in den immer größeren erzielten Weiten und in der Messproblematik, die durch den flachen Auftreffwinkel der alten Speermodelle entstand. Oft gab es keine oder eine nur schwer erkennbare Marke, die der Speer beim Auftreffen hinterließ, was die Weitenmessung häufig sehr schwierig oder den Wurf manchmal sogar ungültig machte. Durch den beim neuen Speer nach vorne verlagerten Schwerpunkt wurden beide Probleme behoben.
Olympiasieger wurde der Finne Tapio Korjus. Er gewann vor dem Tschechoslowaken Jan Železný und Seppo Räty, wie Korjus aus Finnland.
Klaus Tafelmeier ging für die Bundesrepublik Deutschland an den Start. Er erreichte das Finale und belegte Rang vier.

Für die DDR nahmen Detlef Michel, Silvio Warsönke und Gerald Weiß teil. Michel und Warsönke scheiterten in der Qualifikation. Weiß erreichte das Finale und wurde Sechster.

Der Schweizer Rudolf Steiner konnte sich nicht für das Finale qualifizieren.

Athleten aus Österreich und Liechtenstein nahmen nicht teil.

## Aktuelle Titelträger
| Olympiasieger 1984                      | Arto Härkönen ( Finnland)          | 86,76 m (mit altem Speermodell) | Los Angeles 1984  |
| Weltmeister 1987                        | Seppo Räty ( Finnland)             | 83,54 m                         | Rom 1987          |
| Europameister 1986                      | Klaus Tafelmeier ( BR Deutschland) | 84,76 m                         | Stuttgart 1986    |
| Panamerikanischer Meister 1987          | Duncan Atwood ( USA)               | 78,68 m                         | Indianapolis 1987 |
| Zentralamerika und Karibik-Meister 1987 | Luis Lucumí ( Kolumbien)           | 72,46 m                         | Caracas 1987      |
| Südamerika-Meister 1987                 | Nivalde Beje Filho ( Brasilien)    | 64,46 m                         | São Paulo 1987    |
| Asienmeister 1987                       | Takahiro Yamada ( Japan)           | 72,62 m                         | Singapur 1987     |
| Afrikameister 1988                      | Justin Arop ( Uganda)              | 74,52 m                         | Annaba 1988       |

## Rekorde

### Bestehende Rekorde
| Weltrekord         | 87,66 m | Jan Železný ( Tschechoslowakei)                                                                                   | Nitra, Tschechoslowakei (heute Slowakei)                                                                          | 31. Mai 1987 |
| Olympischer Rekord | Bei diesen Spielen wurde erstmals ein neuer Speer eingesetzt, deshalb war der bisherige Rekord nicht mehr gültig, | Bei diesen Spielen wurde erstmals ein neuer Speer eingesetzt, deshalb war der bisherige Rekord nicht mehr gültig, | Bei diesen Spielen wurde erstmals ein neuer Speer eingesetzt, deshalb war der bisherige Rekord nicht mehr gültig, | Bei diesen Spielen wurde erstmals ein neuer Speer eingesetzt, deshalb war der bisherige Rekord nicht mehr gültig, |

Anmerkung zu den Rekorden und dem neuen Speer:

1986 wurde ein neues Wurfgerät eingeführt, dessen Schwerpunkt weiter vorne lag. Die damit erzielten Weiten waren geringer, deshalb wurden alle früheren Rekorde ungültig.

Der letzte Weltrekord mit dem alten Speer lag bei 104,80 m und wurde am 20. Juli 1984 von Uwe Hohn (DDR) in Ost-Berlin aufgestellt.

Mit 94,58 m erzielte der Ungar Miklós Németh am 26. Juli 1976 in Montreal den letzten Olympiarekord mit dem alten Speer.

### Erste olympische Rekorde mit dem neuen Speer
Mit dem neuen Wurfgerät wurde ein erster olympischer Rekord aufgestellt, der anschließend dreimal verbessert wurde:
- 76,76 m – Seppo Räty (Finnland), Qualifikation, Gruppe A, erster Versuch
- 77,44 m – Kazuhiro Mizoguchi (Japan), Qualifikation, Gruppe A, erster Versuch
- 78,66 m – Peter Borglund (Schweden), Qualifikation, Gruppe A, erster Versuch
- 85,90 m – Jan Železný (Tschechoslowakei), Qualifikation, Gruppe A, erster Versuch

## Legende
Kurze Übersicht zur Bedeutung der Symbolik – so üblicherweise auch in sonstigen Veröffentlichungen verwendet:
| – | verzichtet |
| x | ungültig   |

## Qualifikation
Datum: 24. September 1988
Für die Qualifikation wurden die Athleten in zwei Gruppen gelost. Die Qualifikationsweite für den direkten Finaleinzug betrug 79,00 m. Da genau zwölf Werfer diese Weite übertrafen (hellblau unterlegt), wurde das Finalfeld nicht weiter aufgefüllt.

### Gruppe A

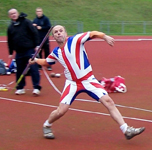
Roald Bradstock (Foto: 2009) – ausgeschieden mit 75,96 m

9:40 Uhr
| Platz | Name                      | Nation           | 1. Versuch  | 2. Versuch | 3. Versuch | Weite   | Anmerkung              |
| ----- | ------------------------- | ---------------- | ----------- | ---------- | ---------- | ------- | ---------------------- |
| 1     | Jan Železný               | Tschechoslowakei | 85,90 m OR4 | –          | –          | 85,90 m | OR mit dem neuen Speer |
| 2     | Seppo Räty                | Finnland         | 76,76 m OR1 | 77,70 m    | 81,62 m    | 81,62 m |                        |
| 3     | Wladimir Owtschinnikow    | Sowjetunion      | x           | 77,68 m    | 80,26 m    | 80,26 m |                        |
| 4     | Kimmo Kinnunen            | Finnland         | 77,22 m     | 80,24 m    | –          | 80,24 m |                        |
| 5     | Gerald Weiß               | DDR              | 78,20 m     | 74,80 m    | 80,22 m    | 80,22 m |                        |
| 6     | Peter Borglund            | Schweden         | 78,66 m OR3 | 73,76 m    | 80,16 m    | 80,16 m |                        |
| 7     | Sejad Krdžalić            | Jugoslawien      | 72,40 m     | 78,06 m    | 79,90 m    | 79,90 m |                        |
| 8     | Einar Vilhjálmsson        | Island           | 78,46 m     | 75,64 m    | 78,92 m    | 78,92 m |                        |
| 9     | Tom Petranoff             | USA              | 71,42 m     | 75,04 m    | 77,48 m    | 77,48 m |                        |
| 10    | Kazuhiro Mizoguchi        | Japan            | 77,44 m OR2 | x          | 77,46 m    | 77,46 m |                        |
| 11    | Rudolf Steiner            | Schweiz          | 76,02 m     | 67,56 m    | x          | 76,02 m |                        |
| 12    | Roald Bradstock           | Großbritannien   | 75,96 m     | 73,66 m    | 72,60 m    | 75,96 m |                        |
| 13    | Brian Crouser             | USA              | 72,66 m     | 72,64 m    | 72,72 m    | 72,72 m |                        |
| 14    | Charlus Bertimon          | Frankreich       | 70,84 m     | 70,58 m    | 70,48 m    | 70,84 m |                        |
| 15    | Michael Mahovlich         | Kanada           | x           | 69,44 m    | 67,32 m    | 69,44 m |                        |
| 16    | Stéphane Laporte          | Frankreich       | 63,66 m     | x          | 69,40 m    | 69,40 m |                        |
| 17    | Zakayo Malekwa            | Tansania         | x           | 67,14 m    | 67,56 m    | 67,56 m |                        |
| 18    | Ghanem Mabrouk Zaid Johar | Kuwait           | 62,88 m     | 63,50 m    | 65,84 m    | 65,84 m |                        |
| 19    | Paul Hurlston             | Cayman Islands   | x           | 62,34 m    | 61,78 m    | 62,34 m |                        |

### Gruppe B

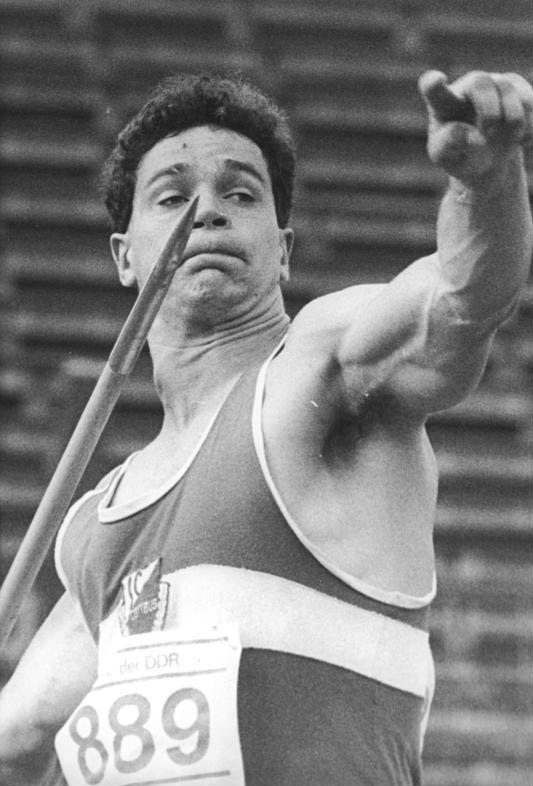
Silvio Warsönke – ausgeschieden mit 78,22 m
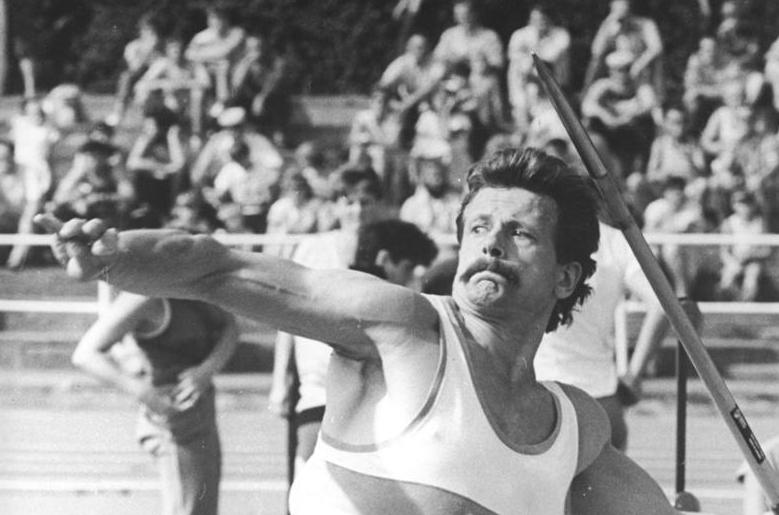
Detlef Michel – ausgeschieden mit 77,70 m

11:25 Uhr
| Platz | Name                 | Nation           | 1. Versuch | 2. Versuch | 3. Versuch | Weite   |
| ----- | -------------------- | ---------------- | ---------- | ---------- | ---------- | ------- |
| 1     | Tapio Korjus         | Finnland         | 76,42 m    | 78,26 m    | 81,42 m    | 81,42 m |
| 2     | David Ottley         | Großbritannien   | 80,98 m    | –          | –          | 80,98 m |
| 3     | Klaus Tafelmeier     | BR Deutschland   | 77,98 m    | 75,08 m    | 80,52 m    | 80,52 m |
| 4     | Dag Wennlund         | Schweden         | x          | 79,66 m    | –          | 79,66 m |
| 5     | Wiktor Jewsjukow     | Sowjetunion      | 71,18 m    | 79,26 m    | –          | 79,26 m |
| 6     | David Stephens       | USA              | 78,42 m    | 76,80 m    | 70,86 m    | 78,42 m |
| 7     | Silvio Warsönke      | DDR              | 75,88 m    | 75,78 m    | 78,22 m    | 78,22 m |
| 8     | Lee Wook-jong        | Südkorea         | x          | 67,96 m    | 78,10 m    | 78,10 m |
| 9     | Detlef Michel        | DDR              | 73,54 m    | 77,68 m    | 77,70 m    | 77,70 m |
| 10    | Mick Hill            | Großbritannien   | 77,20 m    | 74,98 m    | 72,98 m    | 77,20 m |
| 11    | Masami Yoshida       | Japan            | 74,76 m    | 71,38 m    | 76,90 m    | 76,90 m |
| 12    | Terry McHugh         | Irland           | 76,46 m    | 73,34 m    | 69,18 m    | 76,46 m |
| 13    | Pascal Lefèvre       | Frankreich       | 76,42 m    | 74,56 m    | 72,90 m    | 76,42 m |
| 14    | Zdeněk Nenadál       | Tschechoslowakei | 75,56 m    | 69,78 m    | 75,34 m    | 75,56 m |
| 15    | Sigurður Einarsson   | Island           | 69,18 m    | 72,90 m    | 75,52 m    | 75,52 m |
| 16    | Stephen Feraday      | Kanada           | 68,78 m    | 66,22 m    | 73,32 m    | 73,32 m |
| 17    | Justin Arop          | Uganda           | 67,54 m    | 69,10 m    | 67,68 m    | 69,10 m |
| 18    | Hafez El-Hussein     | Syrien           | 63,34 m    | 63,34 m    | 63,30 m    | 63,34 m |
| 19    | Abdul Azim Al-Aliwat | Saudi-Arabien    | 56,32 m    | 53,32 m    | 49,48 m    | 56,32 m |

## Finale

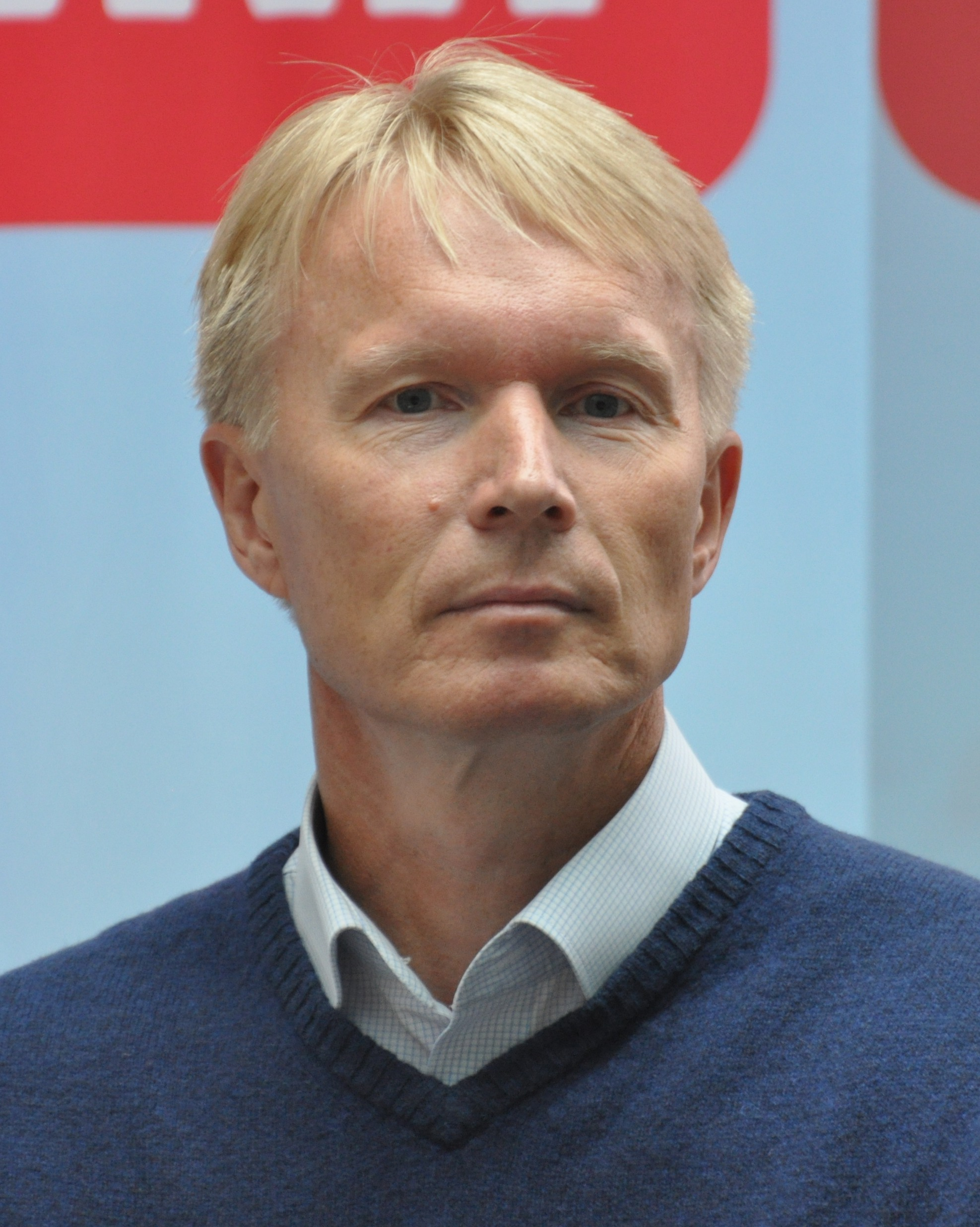
Olympiasieger Tapio Korjus im Jahr 2013

Datum: 25. September 1988, 12:00 Uhr
| Platz | Name                   | Nation           | 1. Versuch | 2. Versuch | 3. Versuch | 4. Versuch                             | 5. Versuch                             | 6. Versuch                             | Endresultat |
| ----- | ---------------------- | ---------------- | ---------- | ---------- | ---------- | -------------------------------------- | -------------------------------------- | -------------------------------------- | ----------- |
| 1     | Tapio Korjus           | Finnland         | 82,74 m    | 76,26 m    | –          | –                                      | x                                      | 84,28 m                                | 84,28 m     |
| 2     | Jan Železný            | Tschechoslowakei | x          | 82,32 m    | 81,60 m    | 83,46 m                                | 77,88 m                                | 84,12 m                                | 84,12 m     |
| 3     | Seppo Räty             | Finnland         | 80,00 m    | 76,26 m    | 83,26 m    | 78,74 m                                | 80,66 m                                | 80,44 m                                | 83,26 m     |
| 4     | Klaus Tafelmeier       | BR Deutschland   | 80,14 m    | 78,72 m    | 78,28 m    | x                                      | 77,76 m                                | 82,72 m                                | 82,72 m     |
| 5     | Wiktor Jewsjukow       | Sowjetunion      | 81,42 m    | 82,32 m    | x          | 80,38 m                                | 81,42 m                                | 79,52 m                                | 82,32 m     |
| 6     | Gerald Weiß            | DDR              | 80,66 m    | 81,30 m    | 79,94 m    | 77,26 m                                | 77,80 m                                | 78,28 m                                | 81,30 m     |
| 7     | Wladimir Owtschinnikow | Sowjetunion      | 76,48 m    | 76,58 m    | 79,12 m    | x                                      | 77,32 m                                | x                                      | 79,12 m     |
| 8     | Dag Wennlund           | Schweden         | 76,88 m    | 75,62 m    | 78,30 m    | x                                      | 76,60 m                                | x                                      | 78,30 m     |
|       |                        |                  |            |            |            |                                        |                                        |                                        |             |
| 9     | Peter Borglund         | Schweden         | 78,16 m    | 78,22 m    | 74,76 m    | nicht im Finale der besten acht Werfer | nicht im Finale der besten acht Werfer | nicht im Finale der besten acht Werfer | 78,22 m     |
| 10    | Kimmo Kinnunen         | Finnland         | 75,62 m    | 77,78 m    | 78,04 m    | nicht im Finale der besten acht Werfer | nicht im Finale der besten acht Werfer | nicht im Finale der besten acht Werfer | 78,04 m     |
| 11    | David Ottley           | Großbritannien   | 74,52 m    | 75,70 m    | 76,96 m    | nicht im Finale der besten acht Werfer | nicht im Finale der besten acht Werfer | nicht im Finale der besten acht Werfer | 76,96 m     |
| 12    | Sejad Krdžalić         | Jugoslawien      | 72,12 m    | 73,28 m    | x          | nicht im Finale der besten acht Werfer | nicht im Finale der besten acht Werfer | nicht im Finale der besten acht Werfer | 73,28 m     |

Für das Finale hatten sich zwölf Athleten qualifiziert. Jeder von ihnen hatte die geforderte Qualifikationsweite übertroffen. Alle drei Teilnehmer aus Finnland waren im Finale dabei. Hinzu kamen jeweils zwei Werfer aus Schweden und der Sowjetunion. Komplettiert wurde das Teilnehmerfeld durch jeweils einen Starter aus der Bundesrepublik Deutschland, der DDR, Jugoslawien, der Tschechoslowakei und Großbritannien. Erstmals wurde bei Olympischen Spielen das neue Speermodell mit einem nach vorne verlagerten Schwerpunkt eingesetzt.
Zum Favoritenkreis gehörten vor allem der finnische Weltmeister Seppo Räty, der tschechoslowakische Weltrekordhalter Jan Železný, der amtierende Europameister Klaus Tafelmeier aus der Bundesrepublik Deutschland und der sowjetische Vizeweltmeister Wiktor Jewsjukow, gleichzeitig EM-Dritter.
Die Führung in der ersten Runde übernahm der Finne Tapio Korjus mit 82,74 m. Auf Platz zwei lag Jewsjukow vor dem DDR-Werfer Gerald Weiß. Im zweiten Durchgang schloss Železný, der sich auf 82,32 m verbesserte, zu Jewsjukow auf. Dieser hatte exakt die gleiche Weite erzielt. Auch Weiß verbesserte sich auf nun 81,30 m, blieb aber auf Platz vier vor Tafelmeier. Mit 83,26 m übernahm Räty dann in Runde drei die Führung, die ihm Železný im darauf folgenden Durchgang mit 83,46 m wieder abnahm. Im fünften Versuch änderte sich nichts. Železný lag vor Räty, Korjus, Jewsjukow, Weiß und Tafelmeier. Im letzten Durchgang wurde das Klassement noch einmal durcheinandergewürfelt. Zunächst schob sich Tafelmeier mit 82,72 m an Weiß und Jewsjukow vorbei auf Platz vier. Räty konnte seine Weite nicht verbessern. Železný baute dann seine Führung auf 84,12 m aus, ehe Tapio Korjus mit seinem letzten Wurf 84,28 m erzielte und damit Olympiasieger wurde. Jan Železný gewann die Silbermedaille, Seppo Räty Bronze. Klaus Tafelmeier belegte Platz vier vor Wiktor Jewsjukow und Gerald Weiß. Jan Železnýs olympische Rekordweite von 85,90 m aus der Qualifikation wurde in diesem Finale nicht übertroffen und hatte Bestand bis zu den Olympischen Spielen 1992 in Barcelona.
Tapio Korjus errang die insgesamt siebte Goldmedaille für Finnland im Speerwurf.

Jan Železný gewann die erste tschechoslowakische Medaille in dieser Disziplin.

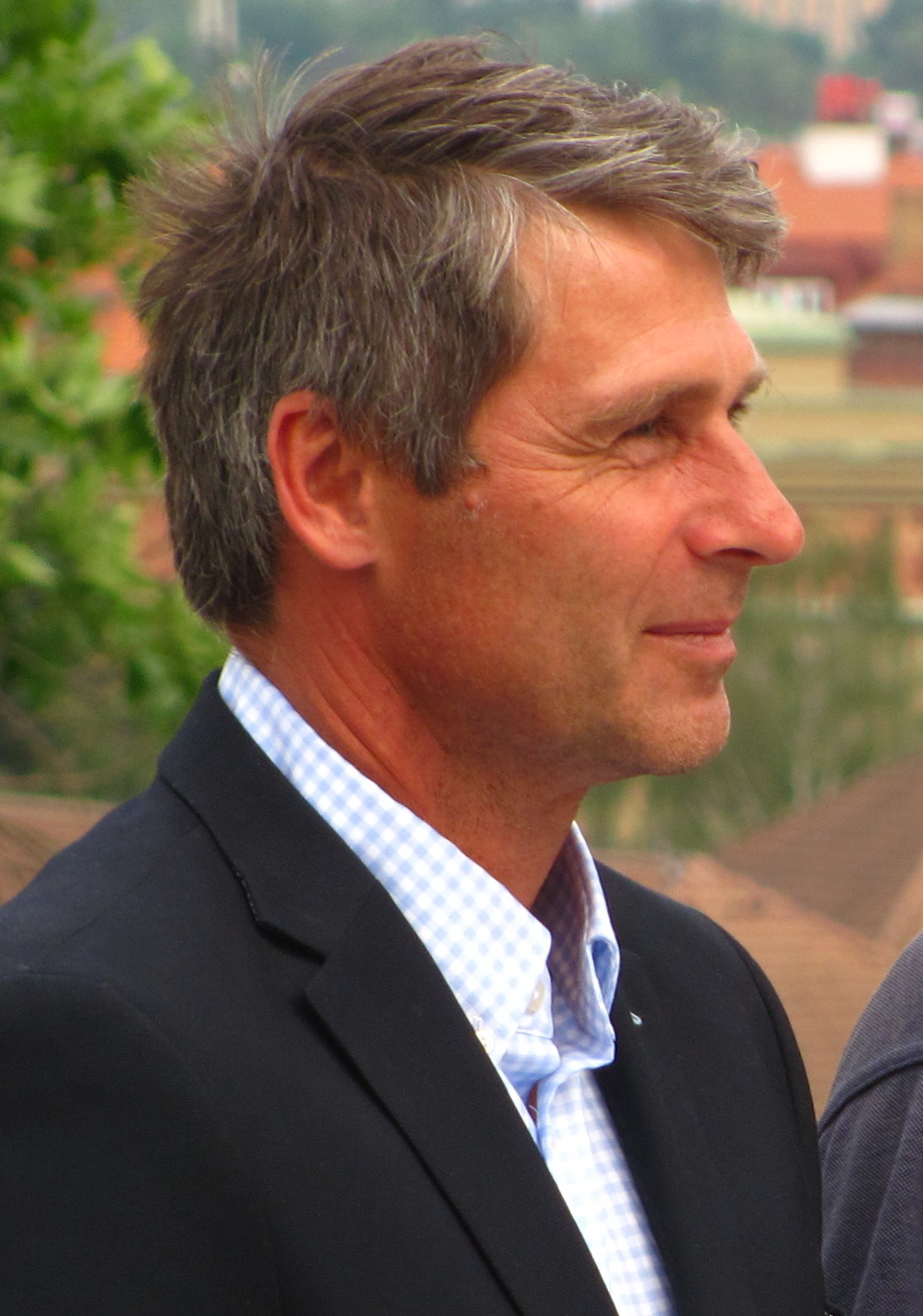
Silbermedaillengewinner Jan Železný (Foto: 2012)
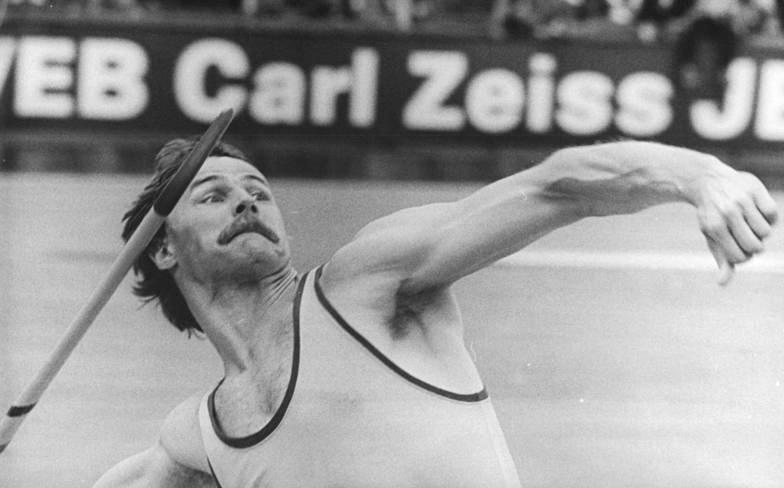
Rang sechs für Gerald Weiß

## Videolinks
- Men's Javelin Throw Final Olympics 1988. youtube.com, abgerufen am 3. Dezember 2021
- Jan Zelezny vs. Tapio Korjus – 1988 Olympics javelin throw final. youtube.com, abgerufen am 3. Dezember 2021